# Eddie Charlton
Edward Francis Charlton, detto Eddie (Newcastle, 31 ottobre 1929 – Palmerston North, 8 novembre 2004), è stato un giocatore di snooker australiano, professionista dal 1963 al 1995.

## Tornei vinti

### Titoli a squadre: 1
| Titoli Non-Ranking                         | Titoli Non-Ranking                                                           | Titoli Non-Ranking | Titoli Non-Ranking                                                                        |
| ------------------------------------------ | ---------------------------------------------------------------------------- | --- | ----------------------------------------------------------------------------------------- |
| Competizione                               | Edizione                                                                     | Avversario | Note                                                                                      |
| Australian Professional Championship       | 1964, 1966, 1967, 1970, 1971, 1972, 1973, 1974, 1975, 1976, 1977, 1978, 1984 | Warren Simpson, Warren Simpson, Warren Simpson, Warren Simpson, Norman Squire, Warren Simpson, Gary Owen, Gary Owen, Warren Simpson, Dennis Wheelwright, Paddy Morgan, Paddy Morgan, Ian Anderson, Warren King | [ 2 ] [ 3 ] [ 4 ] [ 5 ] [ 6 ] [ 7 ] [ 8 ] [ 9 ] [ 10 ] [ 11 ] [ 12 ] [ 13 ] [ 14 ] [ 15 ] |
| Commonwealth Snooker Championship          | 1965                                                                         | Warren Simpson |                                                                                           |
| Australasian Professional Championship     | 1969                                                                         | Warren Simpson | [ 5 ]                                                                                     |
| Pot-Black                                  | 1972, 1973, 1980                                                             | Ray Reardon, Rex Williams, Ray Reardon | [ 16 ] [ 17 ] [ 18 ]                                                                      |
| World Professional Match-Play Championship | 1976                                                                         | Ray Reardon | [ 19 ]                                                                                    |
| Kronenbrau 1308 Classic                    | 1979                                                                         | Ray Reardon | [ 20 ]                                                                                    |
| Limosin International                      | 1979                                                                         | John Spencer | [ 21 ]                                                                                    |

| Titoli a squadre       | Titoli a squadre     | Titoli a squadre | Titoli a squadre |
| ---------------------- | -------------------- | ---------------- | ---------------- |
| Competizione           | Edizione/Team        | Avversario       | Note             |
| Ladbroke International | 1975/Resto del mondo | Inghilterra      |                  |

## Finali perse

### Titoli a squadre: 1
| Tipla Corona        | Tipla Corona |
| ------------------- | ------------ |
| Campionato mondiale | 1            |
| Totale              | 1            |

| Titoli Ranking      | Titoli Ranking | Titoli Ranking | Titoli Ranking |
| ------------------- | -------------- | -------------- | -------------- |
| Competizione        | Edizione       | Avversario     | Note           |
| Campionato mondiale | 1975           | Ray Reardon    | [ 22 ]         |

| Titoli Non-Ranking                   | Titoli Non-Ranking     | Titoli Non-Ranking                                        | Titoli Non-Ranking          |
| ------------------------------------ | ---------------------- | --------------------------------------------------------- | --------------------------- |
| Competizione                         | Edizione               | Avversario                                                | Note                        |
| Australian Professional Championship | 1965, 1968, 1985, 1987 | Norman Squire, Warren Simpson, John Campbell, Warren King | [ 23 ] [ 24 ] [ 25 ] [ 26 ] |
| Campionato mondiale                  | 1968, 1973             | John Pulman, Ray Reardon                                  | [ 27 ] [ 28 ]               |
| Pot-Black                            | 1982                   | Steve Davis                                               | [ 29 ]                      |
| Australian Masters                   | 1982                   | Steve Davis                                               | [ 30 ]                      |
| World Seniors Championship           | 1991                   | Cliff Wilson                                              | [ 31 ]                      |

| Titoli a squadre | Titoli a squadre | Titoli a squadre | Titoli a squadre |
| ---------------- | ---------------- | ---------------- | ---------------- |
| Competizione     | Edizione/Team    | Avversario       | Note             |
| World Cup        | 1988/ Australia  | Inghilterra      |                  |